# Aichi S1A
Aichi S1A (Denkō) – japoński myśliwiec nocny, który został opracowany pod koniec II wojny światowej i nigdy nie został wprowadzony na wyposażenie japońskich sił powietrznych. Był to dwusilnikowy dolnopłat z miejscami dla pilota i nawigatora / strzelca. Dwa prototypy pod koniec wojny były jeszcze w trakcie budowy i zostały zniszczone przez bombardowania.